# Donato Donati (mercante)
Donato Donati (1550 – Modena, 1631) è stato un mercante e banchiere italiano.

## Biografia

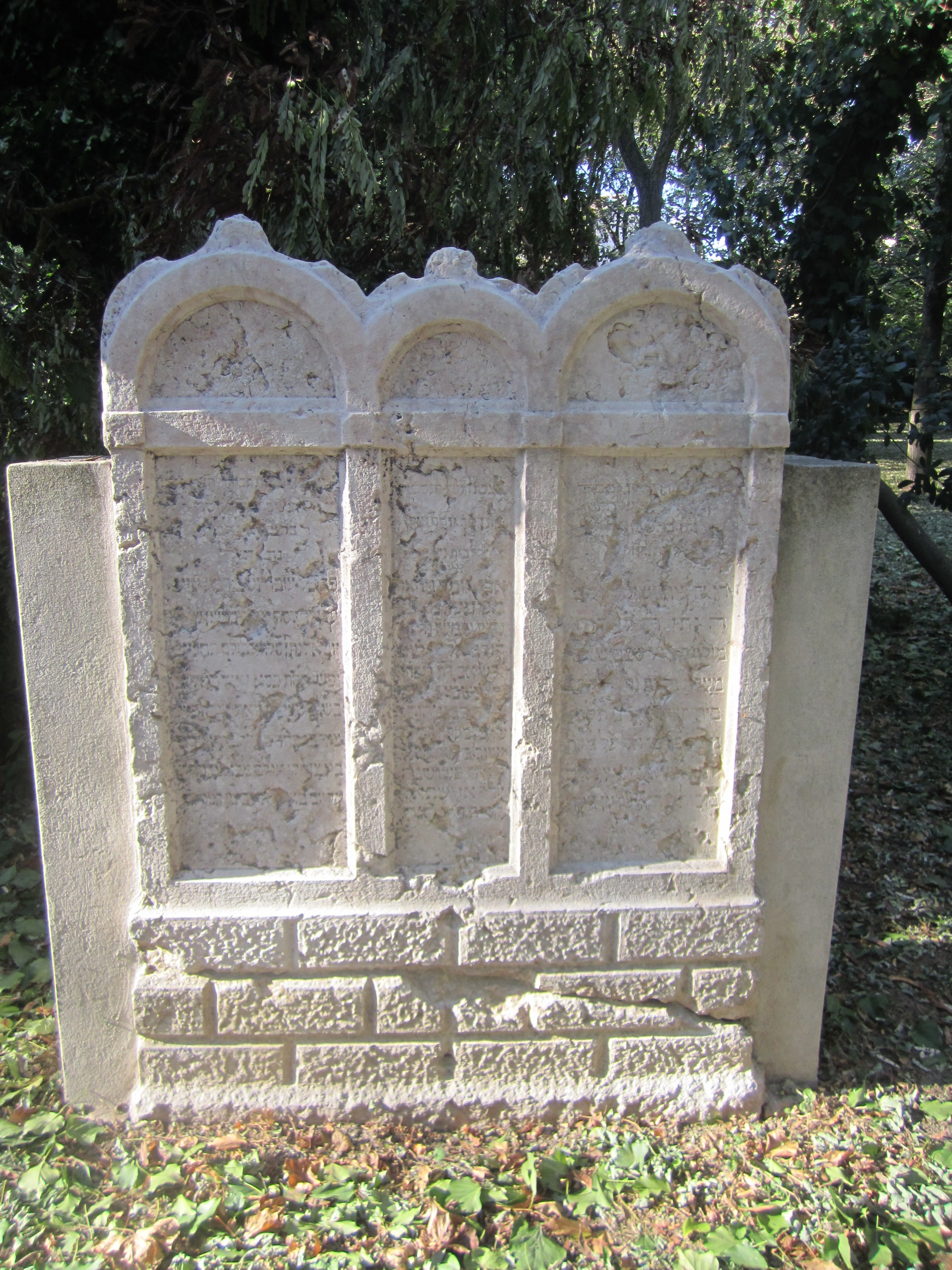
Tomba di Donato Donati dopo il recente restauro.

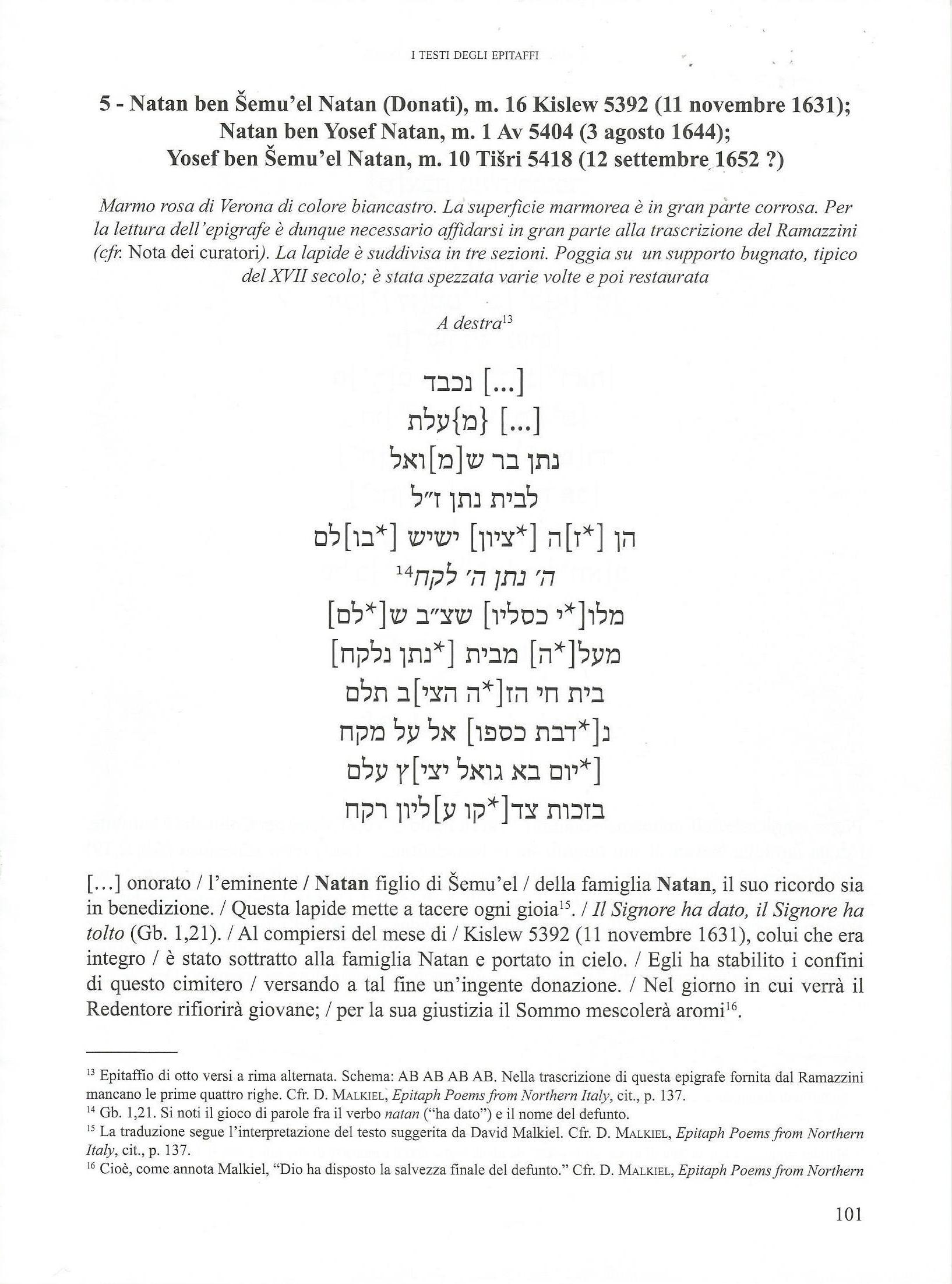
Epigrafe della tomba di Donato Donati (Natan Natan in ebraico), colonna di destra, traduzione del Prof. Mauro Perani

Figlio di Samuele Donati e fratello di Abraham Donati di Verona, ebreo aschenazita, arrivò a Finale Emilia presumibilmente da Bolzano nel luglio del 1600 “coi suoi servitori ed agenti e con vari cavalli”, come scrisse il Podestà di Finale Virgilio Arlotti al Segretario Ducale Giovanni Battista Laderchi. È il capostipite dei Donati di Finale Emilia e di quelli di Modena.
La sua vita è stata studiata da Maria Pia Balboni nel suo libro del 2005 (vedi bibliografia) e dal prof. Benvenuto Donati nella sua ricostruzione della genealogia della famiglia Donati di Modena nel 1940 da Donato Donati ai giorni nostri (vedi immagini).

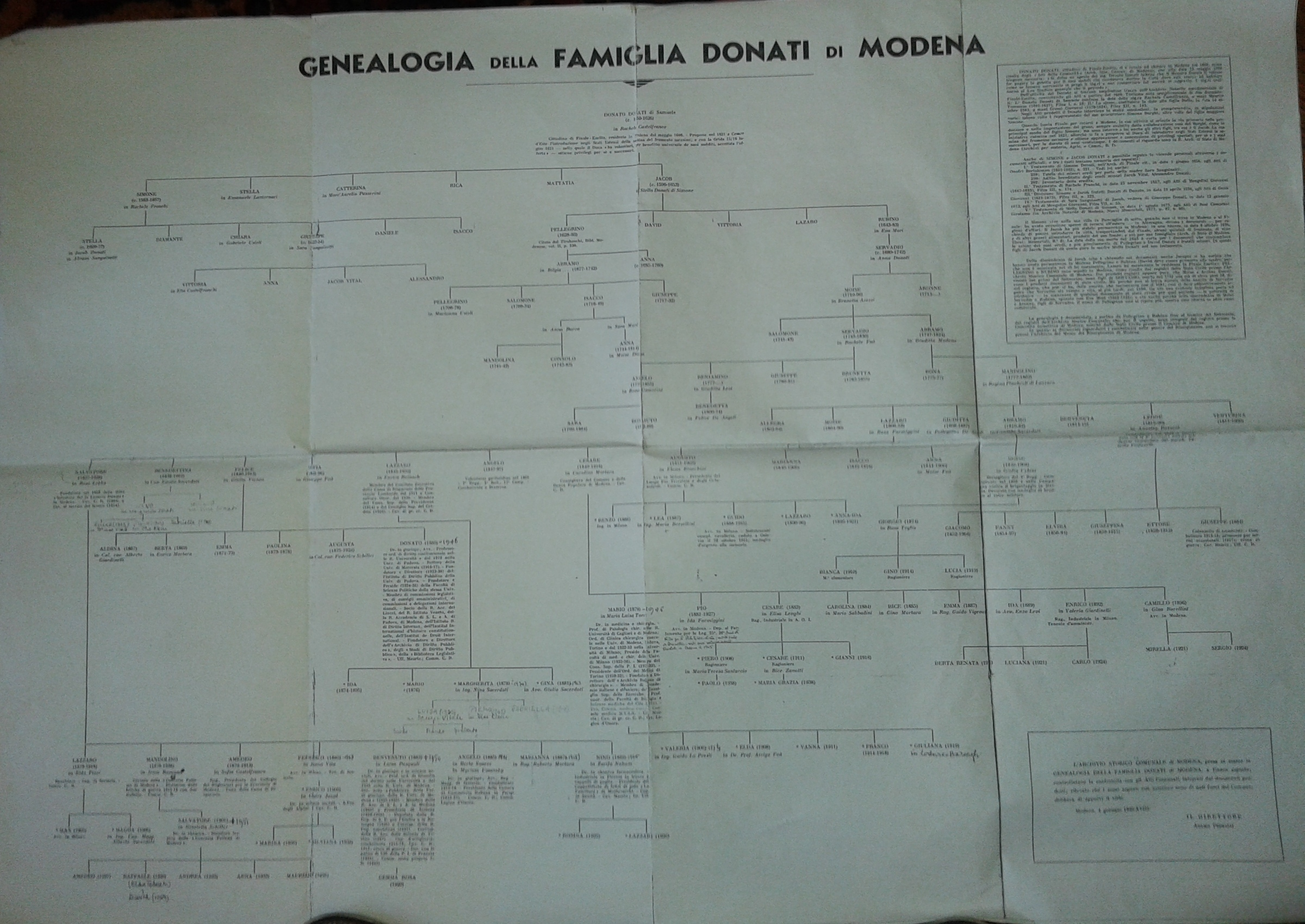
Genealogia della famiglia Donati di Modena.

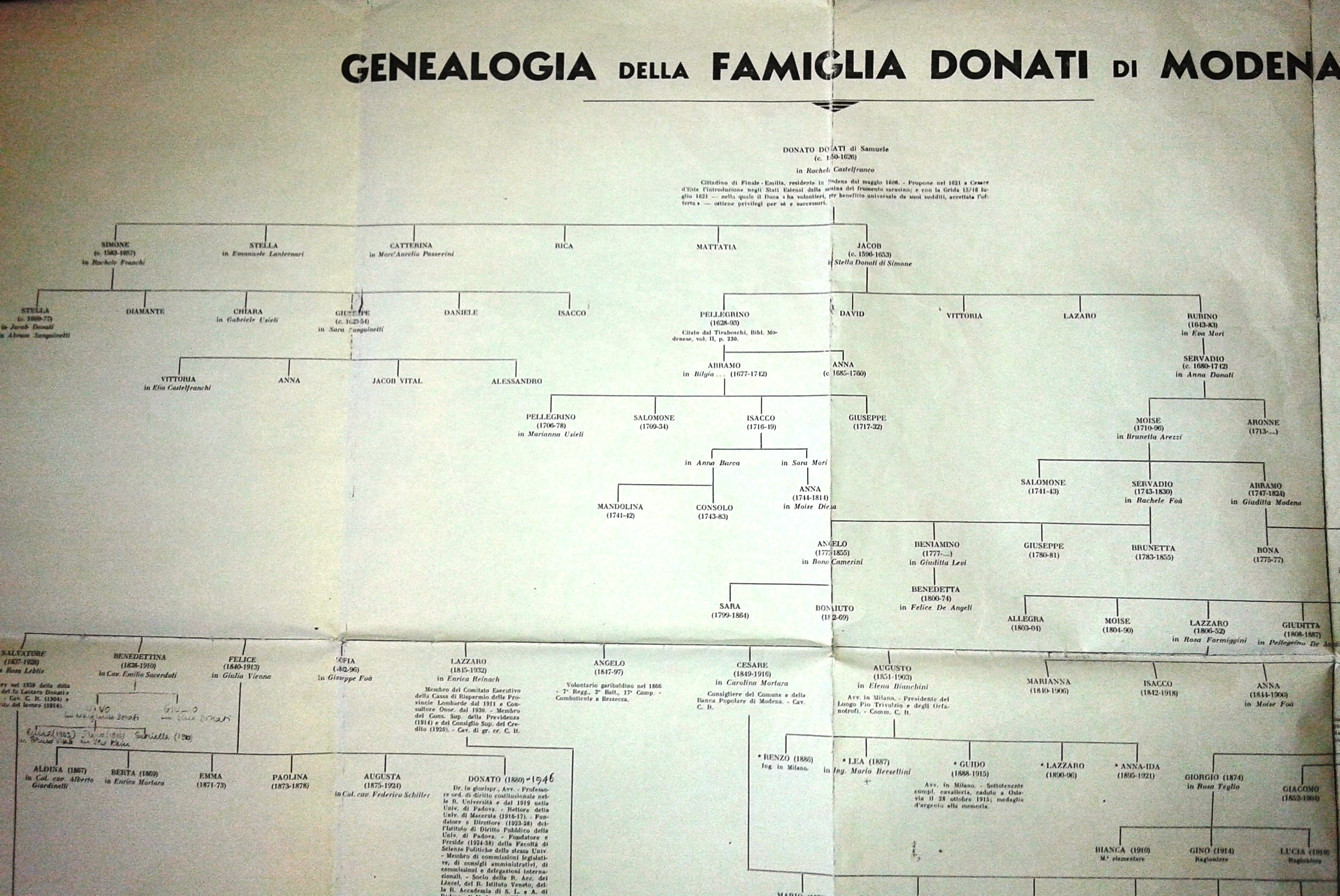
Dettaglio della Genealogia della famiglia Donati di Modena.

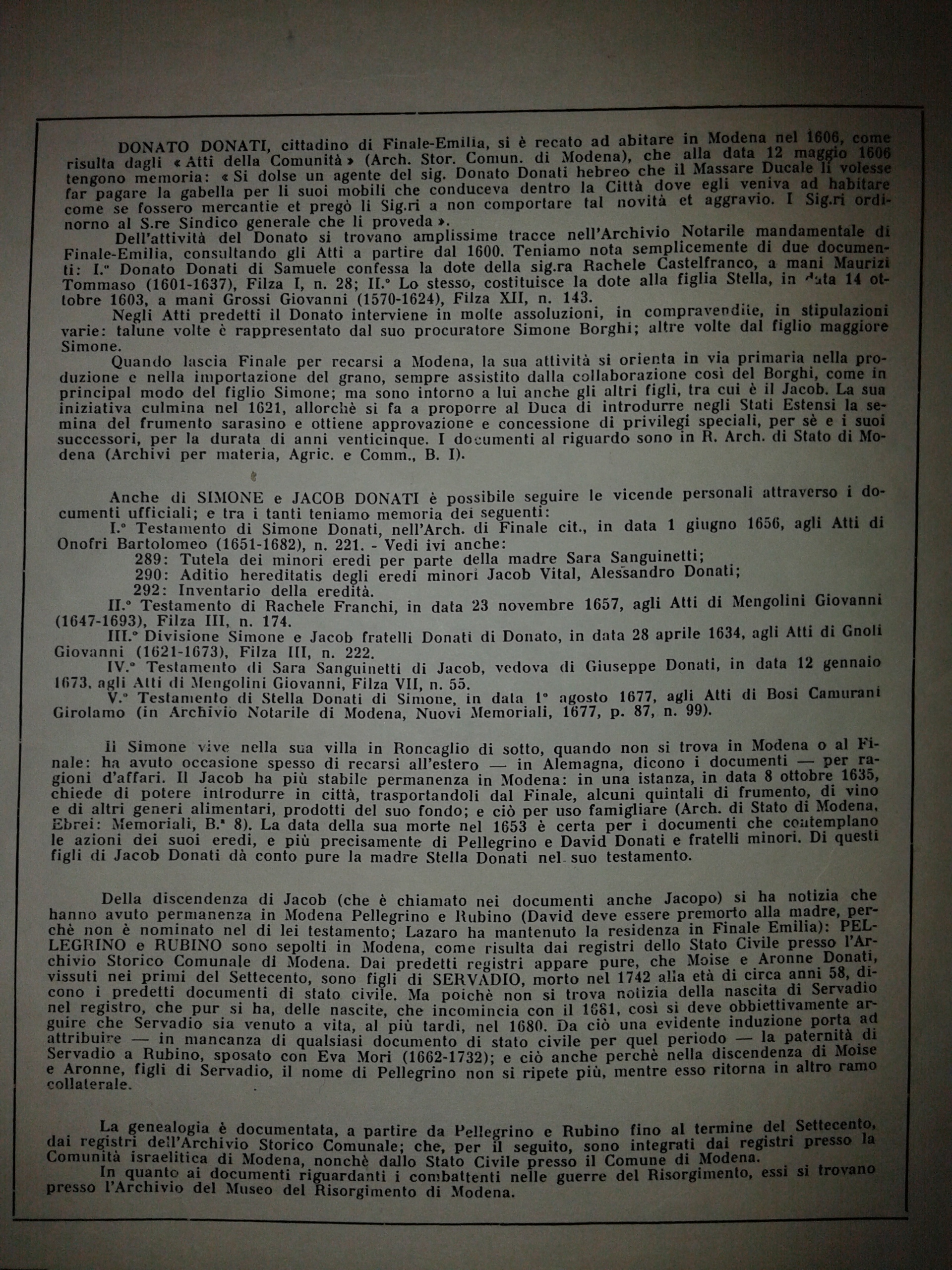
Note della Genealogia della famiglia Donati di Modena.

Fu mercante “d'Acqua di Vita” e comperò nel 1602 una casa al Finale. Dal momento che al tempo gli ebrei della zona non disponevano di un luogo dove seppellire i propri morti, poco dopo il suo arrivo a Finale acquistò nel 1600 mezza biolca di terra e ottenne il 23 luglio 1600 dal duca Cesare d'Este il permesso ad usare il terreno come luogo di sepoltura, dando origine in tal modo al cimitero ebraico di Finale Emilia.
Nel 1613 gestì un banco di prestito, fu banchiere nel 1617 insieme a Simon Borgo, che sposò la figlia Rica, e nel 1621 possedette la privativa del frumentone (granturco).
Il 12 maggio 1606, si trasferì a Modena dove si trovano numerosi atti nell'Archivio Notarile. La sua attività si orientò in via primaria nella produzione e importazione del granturco, assistito da Simon Borgo e dal figlio Simone. Fu autorevole membro della Comunità Ebraica di Modena.

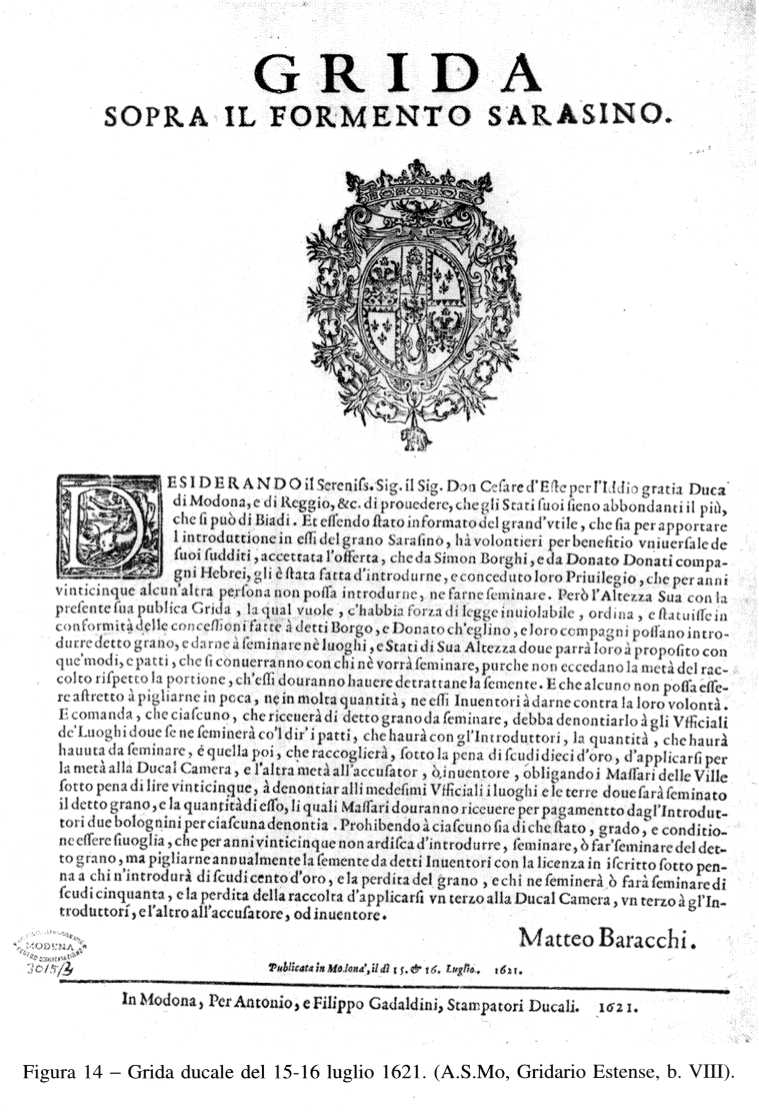
Grida sul frumento saraceno

Nel 1621, dopo che una carestia aveva causato una grave penuria di biade, propose a Cesare d'Este l'introduzione negli Stati Estensi della "semina del formento sarasino", proposta che venne accettata dal Duca con una grida del 15 luglio. L'introduzione nei territori Estensi di tale cereale contribuì a salvare la popolazione dalle carestie e apportò notevoli benefici al Donati e ai suoi successori dal momento che egli ottenne per venticinque anni il monopolio della sua fornitura.
Morì a Modena nel 1632 e fu seppellito a Finale Emilia nel terreno che aveva in precedenza acquistato come cimitero ebraico. La studiosa Maria Pia Balboni ha individuato la lapide con iscrizione ebraica sopra la sua tomba e ha potuto decifrarla grazie a una trascrizione effettuata nel 1682 dal medico carpigiano Bernardino Ramazzini e ritrovata nella Biblioteca dell'Università di Lipsia. In tale iscrizione egli viene indicato come Natan della famiglia Natan e si fa riferimento al suo acquisto del terreno dove sorge il cimitero.
La lapide, divisa in tre parti, contiene anche l'iscrizione relativa a un nipote e un bisnipote.